# هربرت فولتون
هربرت فولتون (3 أكتوبر 1872 - 23 ديسمبر 1951) (بالإنجليزية: Herbert Fulton)‏ هو لاعب كريكت بريطاني (وحمل سابقاً جنسية المملكة المتحدة لبريطانيا العظمى وأيرلندا). شارك مع منتخب إنجلترا للكريكت.

## وصلات خارجية
- هربرت فولتون على موقع إي آس بي آن كريك إنفو (الإنجليزية)